# Le Chambon-sur-Lignon
Pour les articles homonymes, voir Chambon.
Le Chambon-sur-Lignon est une commune française située dans le département de la Haute-Loire en région Auvergne-Rhône-Alpes.

## Géographie

### Localisation
La commune du Chambon-sur-Lignon se trouve dans le département de la Haute-Loire, en région Auvergne-Rhône-Alpes. Le Chambon-sur-Lignon est située dans les monts du Vivarais, à l'est du Velay, près de la limite administrative avec le département de l'Ardèche.
Elle se situe à 41 km par la route du Puy-en-Velay, préfecture du département, et à 22 km d'Yssingeaux, sous-préfecture.
Les communes les plus proches sont : Mars (4,6 km), Mazet-Saint-Voy (4,8 km), Tence (6,0 km), Devesset (6,8 km), Le Mas-de-Tence (8,1 km), Saint-Jeures (8,6 km), Les Vastres (8,6 km), Chenereilles (9,0 km).
La commune est traversée par la rivière le Lignon du Velay,, d'où elle a tiré son nom. Un espace de loisirs, nommé communément La Plage, est installé le long de sa rive, au sud-est du village.

### Voies de communication et transports
La commune est située à proximité de l'axe Le Puy-en-Velay – Valence.
Il est possible de se rendre au Chambon-sur-Lignon à partir de Saint-Étienne, en prenant la ligne de bus régionale H37.

### Climat
Pour des articles plus généraux, voir Climat d'Auvergne-Rhône-Alpes et Climat de la Haute-Loire.
En 2010, le climat de la commune est de type climat de montagne, selon une étude du Centre national de la recherche scientifique s'appuyant sur une série de données couvrant la période 1971-2000. En 2020, Météo-France publie une typologie des climats de la France métropolitaine dans laquelle la commune est exposée à un climat de montagne ou de marges de montagne et est dans la région climatique Sud-est du Massif Central, caractérisée par une pluviométrie annuelle de 1 000 à 1 500 mm, minimale en été, maximale en automne.
Pour la période 1971-2000, la température annuelle moyenne est de 8 °C, avec une amplitude thermique annuelle de 16,2 °C. Le cumul annuel moyen de précipitations est de 1 073 mm, avec 9,9 jours de précipitations en janvier et 6,9 jours en juillet. Pour la période 1991-2020, la température moyenne annuelle observée sur la station météorologique de Météo-France la plus proche, « Mazet-Volamont », sur la commune de Mazet-Saint-Voy à 5 km à vol d'oiseau, est de 7,8 °C et le cumul annuel moyen de précipitations est de 975,0 mm,. Pour l'avenir, les paramètres climatiques de la commune estimés pour 2050 selon différents scénarios d'émission de gaz à effet de serre sont consultables sur un site dédié publié par Météo-France en novembre 2022.

## Urbanisme

### Typologie
Au 1er janvier 2024, Le Chambon-sur-Lignon est catégorisée bourg rural, selon la nouvelle grille communale de densité à sept niveaux définie par l'Insee en 2022.
Elle est située hors unité urbaine et hors attraction des villes,.

### Occupation des sols
L'occupation des sols de la commune, telle qu'elle ressort de la base de données européenne d’occupation biophysique des sols Corine Land Cover (CLC), est marquée par l'importance des forêts et milieux semi-naturels (55 % en 2018), en diminution par rapport à 1990 (56,7 %). La répartition détaillée en 2018 est la suivante : forêts (55 %), prairies (23,7 %), zones agricoles hétérogènes (14,1 %), zones urbanisées (5,8 %), espaces verts artificialisés, non agricoles (1,4 %). L'évolution de l’occupation des sols de la commune et de ses infrastructures peut être observée sur les différentes représentations cartographiques du territoire : la carte de Cassini (XVIIIe siècle), la carte d'état-major (1820-1866) et les cartes ou photos aériennes de l'IGN pour la période actuelle (1950 à aujourd'hui).

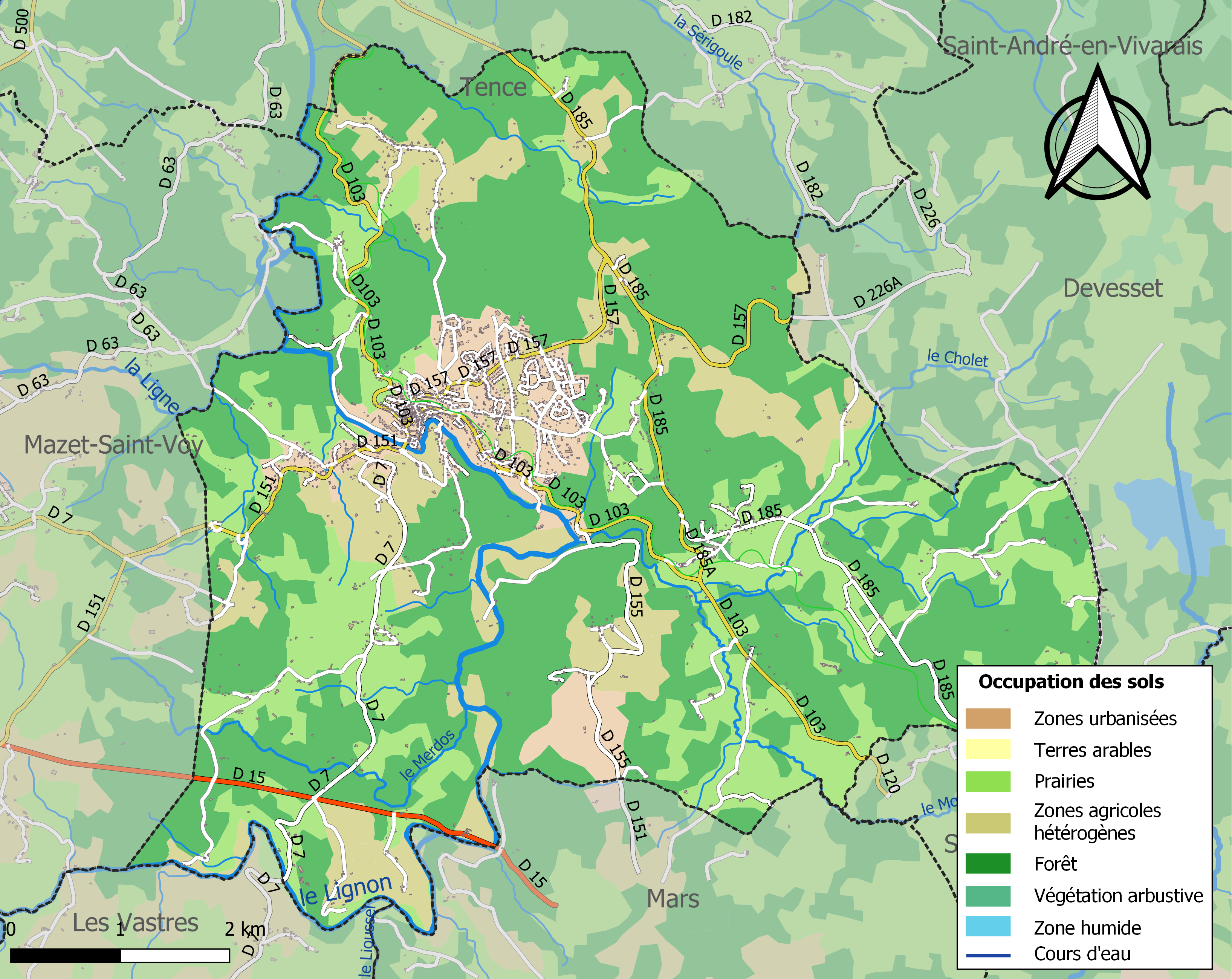
Carte des infrastructures et de l'occupation des sols de la commune en 2018 (CLC).
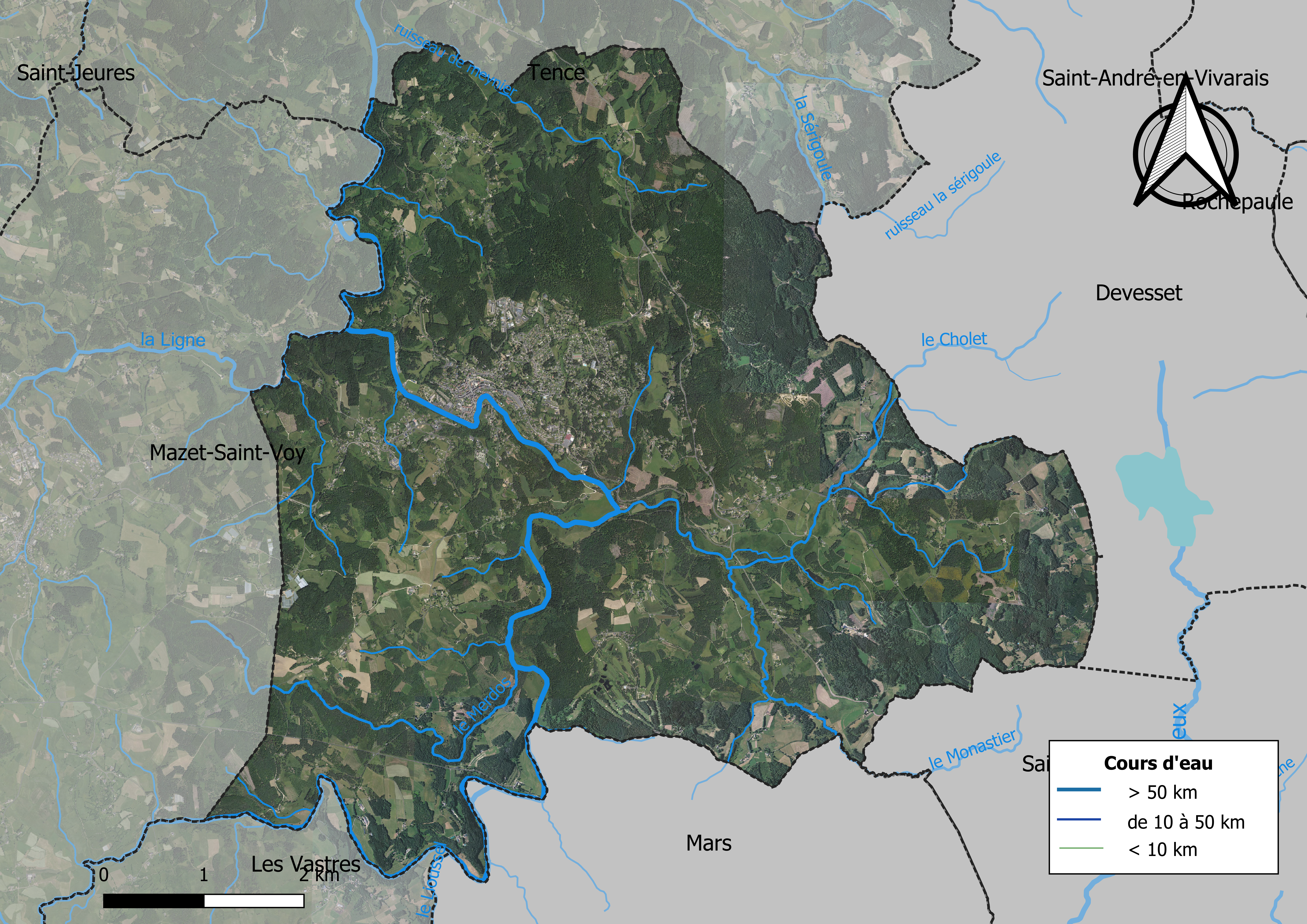
Carte orthophotographique de la commune.

### Habitat et logement
En 2018, le nombre total de logements dans la commune était de 2 210, alors qu'il était de 2 174 en 2013 et de 2 049 en 2008.
Parmi ces logements, 53,1 % étaient des résidences principales, 33,9 % des résidences secondaires et 12,9 % des logements vacants. Ces logements étaient pour 72,5 % d'entre eux des maisons individuelles et pour 26,5 % des appartements.
Le tableau ci-dessous présente la typologie des logements au Le Chambon-sur-Lignon en 2018 en comparaison avec celle de la Haute-Loire et de la France entière. Une caractéristique marquante du parc de logements est ainsi une proportion de résidences secondaires et logements occasionnels (33,9 %) supérieure à celle du département (16,1 %) et à celle de la France entière (9,7 %). Concernant le statut d'occupation de ces logements, 69,6 % des habitants de la commune sont propriétaires de leur logement (67 % en 2013), contre 70 % pour la Haute-Loire et 57,5 pour la France entière.
| Typologie                                               | Le Chambon-sur-Lignon | Haute-Loire | France entière |
| ------------------------------------------------------- | --------------------- | ----------- | -------------- |
| Résidences principales (en %)                           | 53,1                  | 71,5        | 82,1           |
| Résidences secondaires et logements occasionnels (en %) | 33,9                  | 16,1        | 9,7            |
| Logements vacants (en %)                                | 12,9                  | 12,4        | 8,2            |

## Toponymie
- 1893 : Le Chambon devient Le Chambon-de-Tence.
- 1923 : Le Chambon-de-Tence prend le nom du Chambon-sur-Lignon.

Chambon est un toponyme d'origine celtique (gaulois) signifiant « courbe, méandre ».
Elle s'est d'abord appelée Le Chambon puis Le Chambon-de-Tence avant de prendre son nom actuel en 1923.

## Histoire
Située dans le Massif central, ville huguenote depuis la Réforme du XVIe siècle, la commune et sa région sont depuis le début du XXe siècle une station de « tourisme de pauvres pour les pauvres ». Les bonnes œuvres protestantes, notamment l'Œuvre des enfants à la montagne du pasteur Louis Comte, envoient les enfants pauvres de Lyon et Saint-Étienne respirer le bon air dans les fermes que les paysans hébergent.
Puis dans les années 1930 la ville accueille réfugiés espagnols, allemands et autrichiens antinazis et juifs étrangers, grâce à certaines personnes comme Mme de Félice, le pasteur André Trocmé et le maire Charles Guillon,.
Pendant la Seconde Guerre mondiale, Le Chambon et les communes voisines accueillent des réfractaires au STO et se rendent célèbres par l'action de leurs habitants pour aider les Juifs. L'historien François Boulet a forgé la notion de Montagne-refuge pour caractériser cet accueil singulier,, notion reprise par d'autres historiens.
Arrivés en 1934, le pasteur en titre de la paroisse André Trocmé et sa femme Magda, fondent en 1938 l’École nouvelle cévenole qui deviendra le Collège Cévenol. Ils s'attachent à sauver des personnes juives, menacées de déportation vers les camps de concentration. Tous deux poussent les villageois (essentiellement des protestants dont la mémoire de leur propre persécution est encore vive) à les accueillir dans leurs maisons et dans les fermes des alentours, ainsi que dans des institutions publiques. L'autre pasteur, Édouard Theis, directeur de l’École nouvelle cévenole, accueille aussi bien des professeurs que des enfants juifs. À l'approche des patrouilles allemandes, les personnes hébergées partent se cacher dans la montagne. Après leur départ, les habitants vont dans les bois en chantant une certaine chanson pour prévenir les Juifs que le danger est écarté.
L'action généreuse des époux Trocmé en 1940-1945 est évoquée dans le livre de Pierre Bayard comme exemple de résistance non violente et de courage personnel malgré le danger qu'elle fait courir à ceux qui la pratiquent. Romain Gary dans le dernier roman publié de son vivant, Les Cerfs-volants, évoque également Chambon-sur-Lignon et André Trocmé.
Au-delà de l'accueil, les habitants de cette région ont fourni de faux papiers d'identité, des cartes de rationnement et aidé au passage de la frontière avec la Suisse. Ce fut notamment le cas de Pierre Piton, passeur et résistant, ou d'Aimé Malécot, architecte protestant stéphanois, qui faisait de faux papiers dans son cabinet d'architecture, récupérait des tampons de différentes mairies qu'il faisait passer au Chambon à Mireille Philip, l'épouse d'André Philip. Cependant, certains habitants payèrent ce courage de leur vie et furent arrêtés et déportés, comme le cousin du pasteur Trocmé, Daniel Trocmé, qui mourut au camp de Majdanek. Le documentaire Les Armes de l'esprit avance le chiffre de 5 000 Juifs ayant trouvé refuge à un moment ou à un autre dans la région du Chambon-sur-Lignon, certains historiens, optent pour une évaluation beaucoup plus prudente, d'environ 3 500 réfugiés ou encore d'environ un millier de juifs, dont 30 % d'enfants. Étant donné l'absence de coordination centralisée de cette résistance spirituelle au nazisme et donc l'absence de source ou de méthode fiable, tous s'accordent à dire qu'il est illusoire de vouloir dénombrer précisément les survivants ayant résidé ou juste brièvement transité par Le Chambon dans le cadre d'une filière d'évasion. Il est à souligner que ce mouvement de résistance non violente s'est étendu au-delà des quelque 9 à 10 000 protestants de l'ensemble du plateau Vivarais-Lignon et que les minorités catholiques ont également contribué au sauvetage,. Des organisations juives ont également contribué à ce mouvement, notamment l'Œuvre de secours aux enfants, les Éclaireuses éclaireurs israélites de France et le service André, organisation de Résistance juive,.

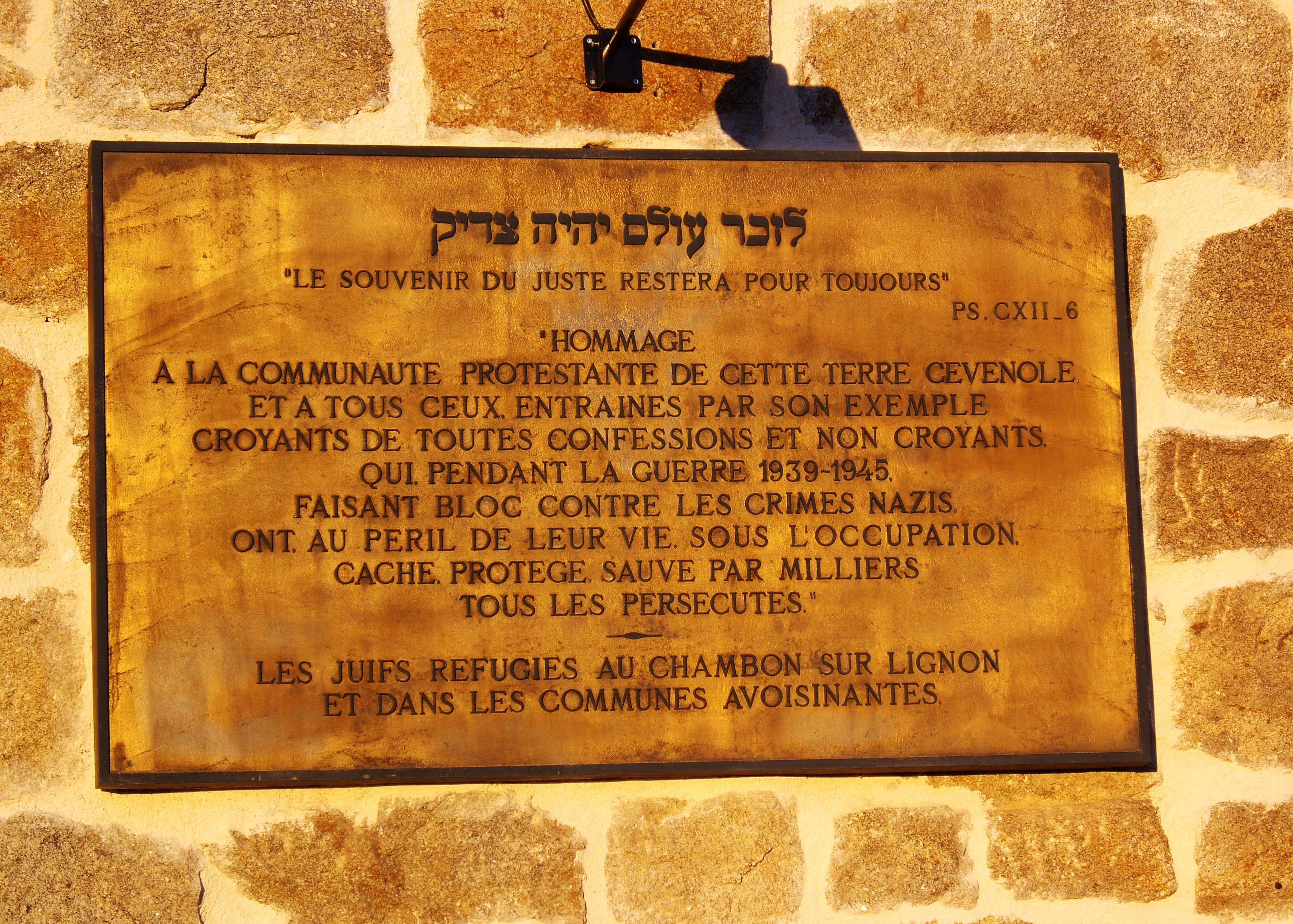
Plaque commémorative du sauvetage des juifs au Chambon sur Lignon.

En plus de la quarantaine de médailles de « Justes parmi les nations » attribuées individuellement aux habitants, en 1990, le gouvernement israélien avec l’Institut Yad Vashem de Jérusalem honore Le Chambon-sur-Lignon et les communes avoisinantes. Il décerne un diplôme d’honneur collectivement « aux habitants du Chambon-sur-Lignon et des communes voisines qui se sont portés à l’aide des Juifs durant l’occupation allemande, et les ont sauvés de la déportation et de la mort ». Un petit jardin et une plaque honore le Plateau du Chambon, ils se situent sur le chemin de la Vallée des Communautés et du Jardin des Justes au mémorial de Yad Vashem à Jérusalem. En tant que ville, Le Chambon est la seule, en France, à avoir reçu cet honneur, seulement quatre autres collectifs sont honorés dans le jardin de Yad Vashem (le village néerlandais de Nieuwlande, la résistance Danoise, la grève de 1941 à Amsterdam et l'organisation Żegota en Pologne),,,.
Parmi les nombreux Juifs accueillis et cachés au Chambon figurent le futur mathématicien Alexandre Grothendieck, l'écrivain André Chouraqui, l'orientaliste Georges Vajda, le philosophe Jacob Gordin et les historiens Jules Isaac et Léon Poliakov. Albert Camus vint au Chambon en 1942-1943 pour soigner sa tuberculose, y écrivit Le Malentendu, et travailla à La Peste et à L'Homme révolté.
Le village a accueilli le président de la République Jacques Chirac le 8 juillet 2004, journée au cours de laquelle il prononça un discours hommage, où, dans une sorte de réponse à son propre discours du Vel d'Hiv du 16 juillet 1995, il opposa à « ceux qui commirent l'irréparable », « le choix de la tolérance, de la solidarité et de la fraternité » fait par les « villageois et paysans du Plateau, habitants du Chambon et des localités voisines, guidés par des pasteurs et des enseignants admirables. »
Dans l'ouvrage Le village des Justes, Le Chambon-sur-Lignon de 1939 à nos jours, l'écrivain et psychanalyste Emmanuel Deun produit les témoignages des derniers survivants en date et analyse le processus mémoriel autour de cette histoire qui s'est mis en place après-guerre et qui est toujours à l'œuvre aujourd'hui.
Le 2 septembre 2007, Le Chambon a accueilli le président de la Commission européenne José Manuel Durão Barroso, venu saluer l'équipe de rugby à XV du Portugal participant à la coupe du monde 2007 et qui avait été logée sur le plateau.
Le 16 novembre 2011, la commune fut endeuillée par l'affaire Agnès Marin, dans laquelle une élève du Collège Cévenol fut assassinée dans des conditions affreuses par un condisciple. Cette affaire porta le coup de grâce à l'établissement, établissement secondaire international fondé en 1938 par le pasteur André Trocmé, qui était déjà en proie à des difficultés de trésorerie depuis plusieurs années et placé en redressement judiciaire. Il ferma ses portes en juillet 2014.
Le 3 juin 2013 fut inauguré un lieu de mémoire commémorant l'accueil et le sauvetage des Juifs par les habitants du territoire pendant la Seconde Guerre mondiale.
En septembre 2016, Jacques Livchine rappelle dans une lettre ouverte au président de région Laurent Wauquiez l'histoire du village du Chambon-sur-Lignon en réponse à la pétition lancée par ce dernier contre l'accueil des réfugiés. Il lui rappelle entre autres que le village du Chambon-sur-Lignon a, à lui seul, accueilli 5 000 réfugiés et qu'il est le seul village à avoir sa plaque des justes au mémorial Yad Vashem de Jérusalem.
En janvier 2021, il apparaît qu'Erich ou (Erick) Schwam, juif né en Autriche et mort le 25 décembre 2020, qui avait échappé avec une partie de sa famille au nazisme en trouvant refuge au Chambon-sur-Lignon, a fait à la commune un legs de près de 3,5 millions d'euros. L'ancienne maire, Eliane Wauquiez-Motte, mère de Laurent Wauquiez, l'a rencontré, notamment en 2013 : « Le renouveau de toute cette histoire par la création du lieu de mémoire lui est revenu aux oreilles et c'est ce qui a décidé son geste. Enfin, c'est mon interprétation, il ne l'a jamais exprimé ainsi. C'était un homme très droit. ».

## Politique et administration

### Découpage territorial
La commune du Chambon-sur-Lignon est membre de la communauté de communes du Haut-Lignon, un établissement public de coopération intercommunale (EPCI) à fiscalité propre créé le 22 décembre 2000 dont le siège est à Tence. Ce dernier est par ailleurs membre d'autres groupements intercommunaux.
Sur le plan administratif, elle est rattachée à l'arrondissement d'Yssingeaux, au département de la Haute-Loire, en tant que circonscription administrative de l'État, et à la région Auvergne-Rhône-Alpes.
Sur le plan électoral, elle dépend du canton du Mézenc pour l'élection des conseillers départementaux, depuis le redécoupage cantonal de 2014 entré en vigueur en 2015, et de la première circonscription de la Haute-Loire pour les élections législatives, depuis le redécoupage électoral de 1986.

### Tendances politiques et résultats
Aux élections européennes du 9 juin 2024, le parti au pouvoir n'arrive que 3e avec 17,42 % (contre 24,47 % en 2019),, derrière PS-Place publique (22,32 % contre 7,58 % en 2019), et le Rassemblement national (19,51 % contre 14,11 % en 2019),, terminant 4e, mais en forte hausse. La participation est à 50,01 % contre 48,90 %,.

### Liste des maires
| Période                                  | Période  | Identité              | Étiquette | Qualité                                                            |
| ---------------------------------------- | -------- | --------------------- | --------- | ------------------------------------------------------------------ |
| Les données manquantes sont à compléter. |          |                       |           |                                                                    |
| 1931                                     | 1959     | Charles Guillon       | Rad.      | Pasteur Président du conseil général de la Haute-Loire (1945-1948) |
| 1959                                     | 1971     | Paul Chaudier         | FGDS      | Commerçant                                                         |
| 1971                                     | 2001     | Raymond Vincent       | DVG       | Chirurgien-dentiste                                                |
| 2001                                     | 2008     | Francis Valla         | DVD       | Agriculteur, éleveur                                               |
| 2008                                     | 2020     | Éliane Wauquiez-Motte | DVD       |                                                                    |
| 2020                                     | En cours | Jean-Michel Eyraud    | DVD       | Ancien cadre                                                       |

### Jumelages
- Fislisbach (Suisse)
- Meitar (Israël) depuis le 9 novembre 2006

## Population et société

### Démographie

#### Évolution démographique
L'évolution du nombre d'habitants est connue à travers les recensements de la population effectués dans la commune depuis 1793. Pour les communes de moins de 10 000 habitants, une enquête de recensement portant sur toute la population est réalisée tous les cinq ans, les populations de référence des années intermédiaires étant quant à elles estimées par interpolation ou extrapolation. Pour la commune, le premier recensement exhaustif entrant dans le cadre du nouveau dispositif a été réalisé en 2008.

En 2022, la commune comptait 2 451 habitants, en évolution de −1,29 % par rapport à 2016 (Haute-Loire : +0,36 %, France hors Mayotte : +2,11 %).
| 1793  | 1800  | 1806  | 1821  | 1831  | 1836  | 1841  | 1846  | 1851  |
| ----- | ----- | ----- | ----- | ----- | ----- | ----- | ----- | ----- |
| 1 730 | 1 557 | 1 976 | 1 740 | 2 400 | 2 270 | 2 319 | 2 280 | 2 329 |

| 1856  | 1861  | 1866  | 1872  | 1876  | 1881  | 1886  | 1891  | 1896  |
| ----- | ----- | ----- | ----- | ----- | ----- | ----- | ----- | ----- |
| 2 231 | 2 211 | 2 048 | 2 155 | 2 170 | 2 195 | 2 333 | 2 327 | 2 490 |

| 1901  | 1906  | 1911  | 1921  | 1926  | 1931  | 1936  | 1946  | 1954  |
| ----- | ----- | ----- | ----- | ----- | ----- | ----- | ----- | ----- |
| 2 670 | 2 693 | 2 642 | 2 391 | 2 593 | 2 543 | 2 721 | 3 202 | 3 163 |

| 1962  | 1968  | 1975  | 1982  | 1990  | 1999  | 2006  | 2008  | 2013  |
| ----- | ----- | ----- | ----- | ----- | ----- | ----- | ----- | ----- |
| 3 096 | 2 846 | 2 811 | 2 791 | 2 854 | 2 642 | 2 661 | 2 662 | 2 570 |

| 2018  | 2022  | - | - | - | - | - | - | - |
| ----- | ----- | - | - | - | - | - | - | - |
| 2 457 | 2 451 | - | - | - | - | - | - | - |

#### Pyramide des âges
La population de la commune est relativement âgée.
En 2018, le taux de personnes d'un âge inférieur à 30 ans s'élève à 23,6 %, soit en dessous de la moyenne départementale (31 %). À l'inverse, le taux de personnes d'âge supérieur à 60 ans est de 42,2 % la même année, alors qu'il est de 31,1 % au niveau départemental.
En 2018, la commune comptait 1 144 hommes pour 1 313 femmes, soit un taux de 53,44 % de femmes, largement supérieur au taux départemental (50,87 %).
Les pyramides des âges de la commune et du département s'établissent comme suit.
| Hommes | Classe d’âge | Femmes |
| ------ | ------------ | ------ |
| 1,7    | 90 ou +      | 5,9    |
| 10,5   | 75-89 ans    | 14,5   |
| 25,3   | 60-74 ans    | 25,9   |
| 21,5   | 45-59 ans    | 20,0   |
| 15,3   | 30-44 ans    | 11,9   |
| 11,8   | 15-29 ans    | 9,1    |
| 13,9   | 0-14 ans     | 12,8   |

| Hommes | Classe d’âge | Femmes |
| ------ | ------------ | ------ |
| 0,9    | 90 ou +      | 2,5    |
| 8,4    | 75-89 ans    | 11,7   |
| 20,4   | 60-74 ans    | 20,5   |
| 21,3   | 45-59 ans    | 20,3   |
| 16,8   | 30-44 ans    | 16,3   |
| 15,2   | 15-29 ans    | 13,2   |
| 17     | 0-14 ans     | 15,6   |

## Économie

### Revenus
En 2018, la commune compte 1 163 ménages fiscaux, regroupant 2 262 personnes. La médiane du revenu disponible par unité de consommation est de 20 120 € (20 800 € dans le département). 41 % des ménages fiscaux sont imposés (42,8 % dans le département).

### Emploi
| Division       | 2008  | 2013   | 2018   |
| -------------- | ----- | ------ | ------ |
| Commune        | 6,9 % | 10,2 % | 10,2 % |
| Département    | 6,3 % | 7,7 %  | 7,7 %  |
| France entière | 8,3 % | 10 %   | 10 %   |

En 2018, la population âgée de 15 à 64 ans s'élève à 1 294 personnes, parmi lesquelles on compte 72,3 % d'actifs (62,1 % ayant un emploi et 10,2 % de chômeurs) et 27,7 % d'inactifs,. En 2018, le taux de chômage communal (au sens du recensement) des 15-64 ans est supérieur à celui de la France et du département, alors qu'il était inférieur à celui de la France en 2008.
La commune est hors attraction des villes,. Elle compte 944 emplois en 2018, contre 992 en 2013 et 1 049 en 2008. Le nombre d'actifs ayant un emploi résidant dans la commune est de 819, soit un indicateur de concentration d'emploi de 115,2 % et un taux d'activité parmi les 15 ans ou plus de 44,7 %.
Sur ces 819 actifs de 15 ans ou plus ayant un emploi, 438 travaillent dans la commune, soit 54 % des habitants. Pour se rendre au travail, 82,4 % des habitants utilisent un véhicule personnel ou de fonction à quatre roues, 1,3 % les transports en commun, 10,6 % s'y rendent en deux-roues, à vélo ou à pied et 5,6 % n'ont pas besoin de transport (travail au domicile).

### Tourisme

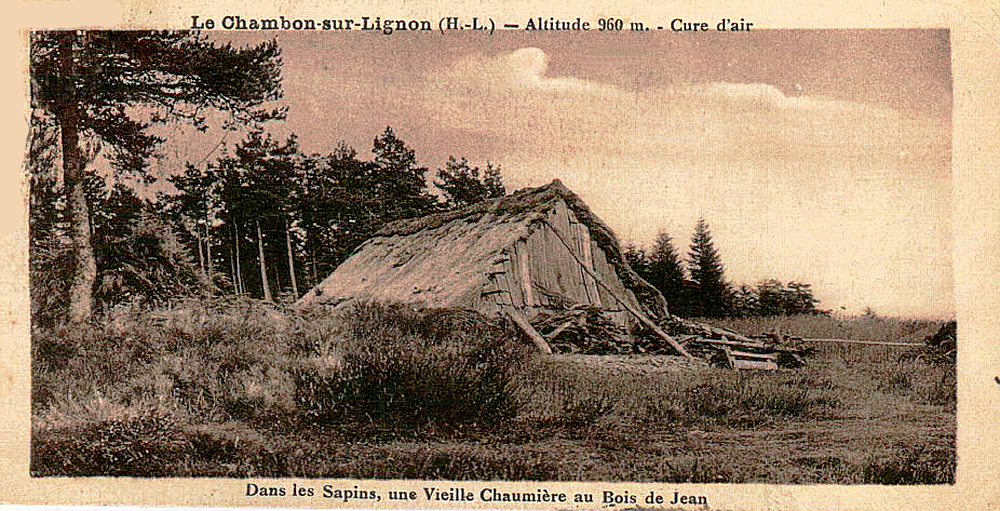
Chaumière au Chambon-sur-Lignon.

Juste après la guerre, le Chambon-sur-Lignon connaît un fort attrait touristique. L'office du tourisme du Haut-Lignon est l'un des plus anciens de France (cent ans en 2012).
De nombreuses infrastructures ont été construites sous le mandat de Raymond Vincent afin de continuer à développer le tourisme (un golf 18 trous, tennis, etc.).
Le Chambon-sur-Lignon mise depuis quelques années sur les infrastructures sportives. De nombreuses équipes de sport professionnelles viennent chaque année en stage de préparation physique. En 2011, le village accueillit l'équipe de France de rugby (XV de France) pour un stage de préparation à la coupe du monde en Nouvelle-Zélande.
Depuis le 3 juin 2013, on peut visiter le lieu de mémoire du Chambon-sur-Lignon, un musée qui regroupe les traces de la désobéissance civile collective des habitants du plateau et de leur sauvetage des Juifs pendant la Seconde Guerre mondiale. Tout en mentionnant les noms des 90 personnes proclamées « justes » par Yad Vashem, en commençant par les animateurs de la communauté que furent les pasteurs Trocmé et Theis, le maire Guillon et l'instituteur Roger Darcissac, le mémorial explique le contexte et précise bien que c'est l'ensemble du Plateau, au-delà même de la commune du Chambon, qui fut impliqué dans ces actes d'héroïsme discrets.

## Culture locale et patrimoine

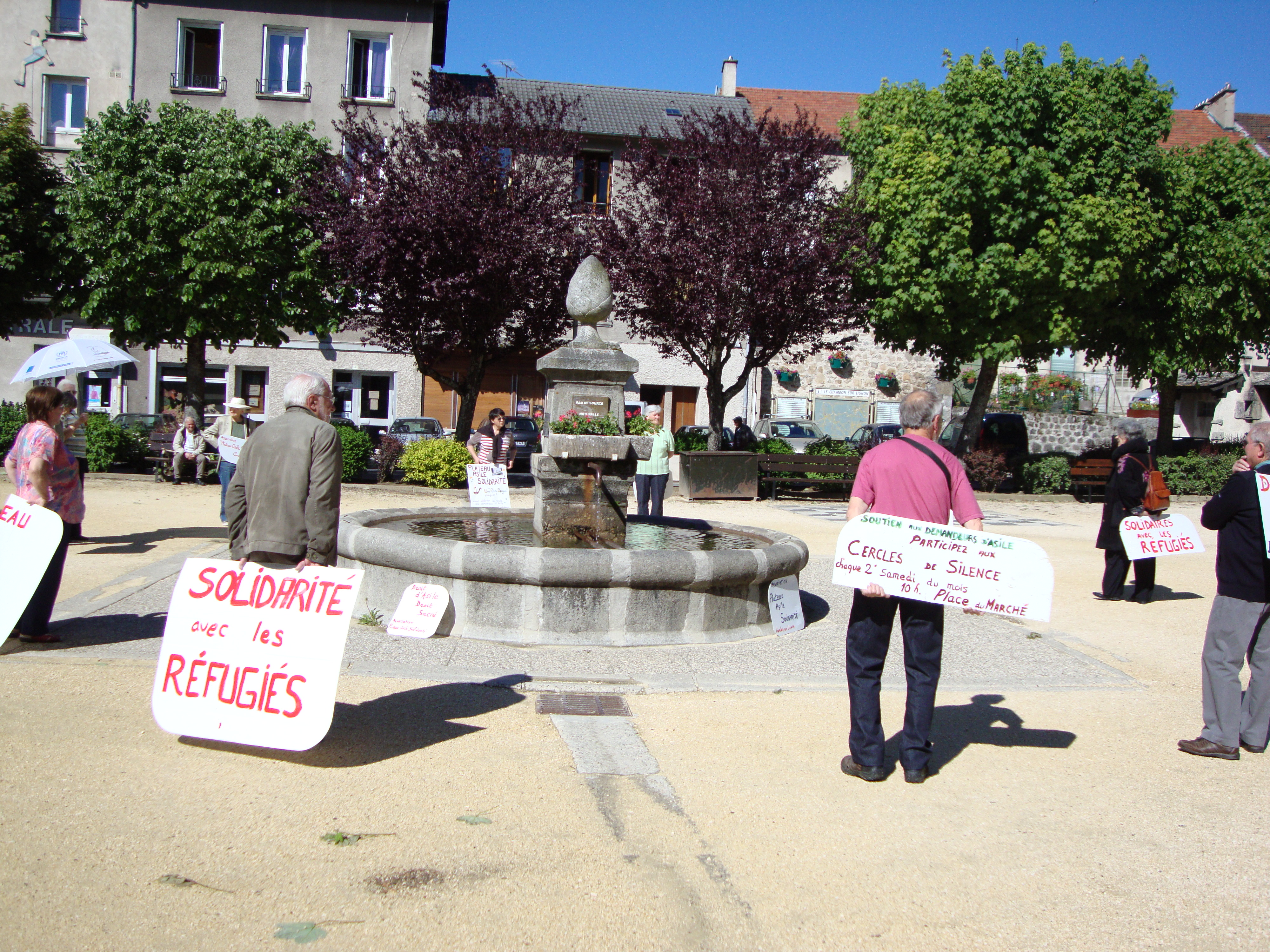
Cercle de silence sur la place, juin 2010.

### Lieux et monuments

#### Temple protestant
Le temple protestant : en 1604, les protestants du Chambon édifièrent un premier temple au lieu-dit le Creux, en bas du village. Ce temple fut incendié et détruit en 1679, sur ordre de l'intendant D'Aguesseau (1638-1716). En 1810, après la publication des Articles organiques de 1802, les fidèles demandent l'édification d'un nouveau lieu de culte. Le temple est alors inauguré en 1821.

#### Château du Pont de Mars
Le château du Pont de Mars : construits au Moyen Âge, le château et sa tour médiévale dominaient l'entrée du Velay en provenance du Vivarais via le Pont de Mars qui enjambe le Lignon. Abandonné en 1848, il tomba en ruine avant d'être reconstruit, avec les pierres d'origine, en 1928 par la famille de Chalendar, originaire de Saint-Agrève.

#### Collège-lycée Cévenol
- Collège-lycée Cévenol international (collège Cévenol) fondé par André Trocmé et Édouard Theis en 1938.

#### Lieu de mémoire
Lieu de mémoire inauguré en juin 2013 pour rappeler l'attitude des habitants du Chambon et des alentours dans l'accueil et le sauvetage des Juifs pendant l'Occupation.

#### Train touristique
La commune est desservie par le train touristique Velay Express, plus haut train à vapeur de France,, qui emprunte une ligne historique ouverte en 1902.

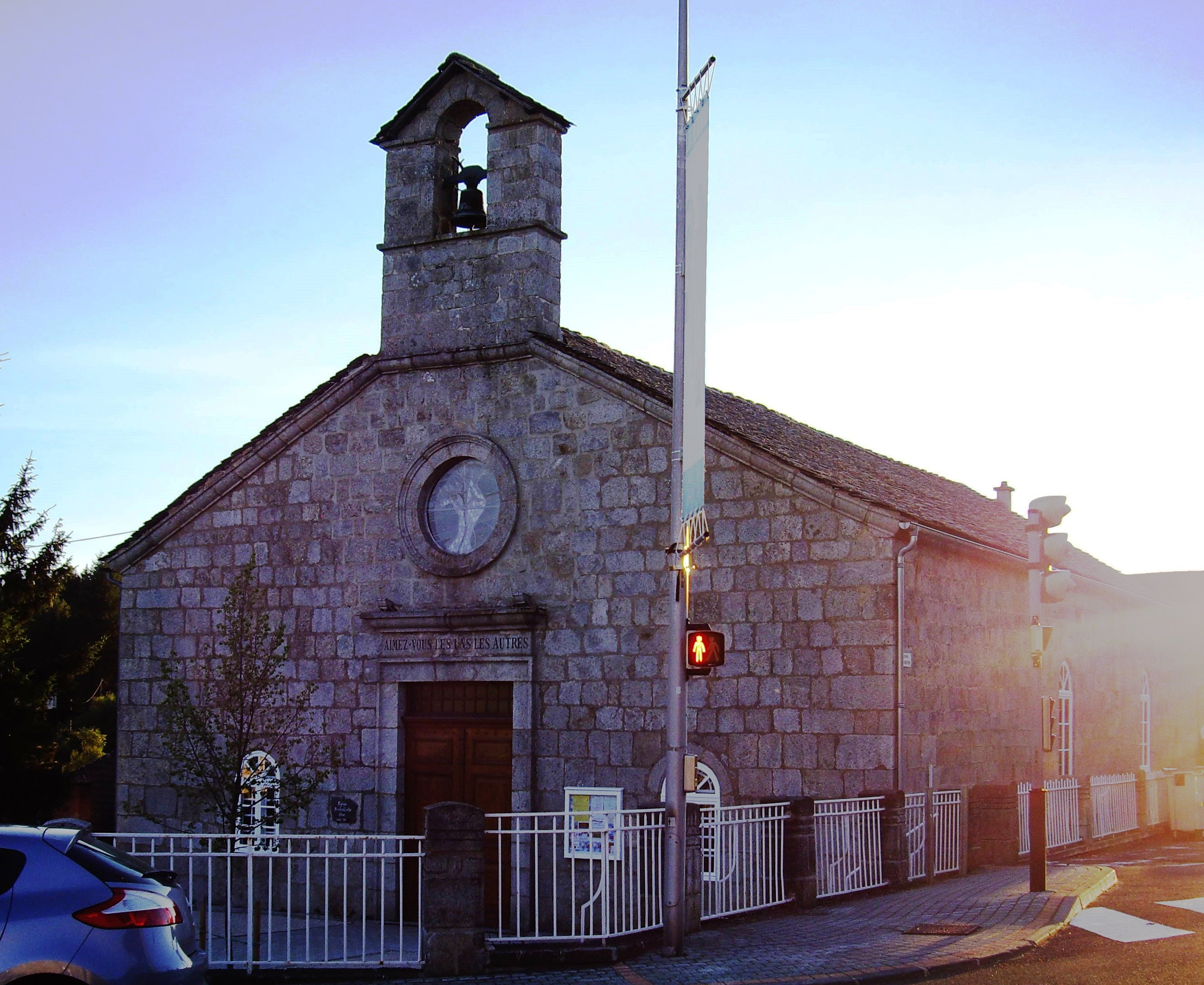
Le temple protestant
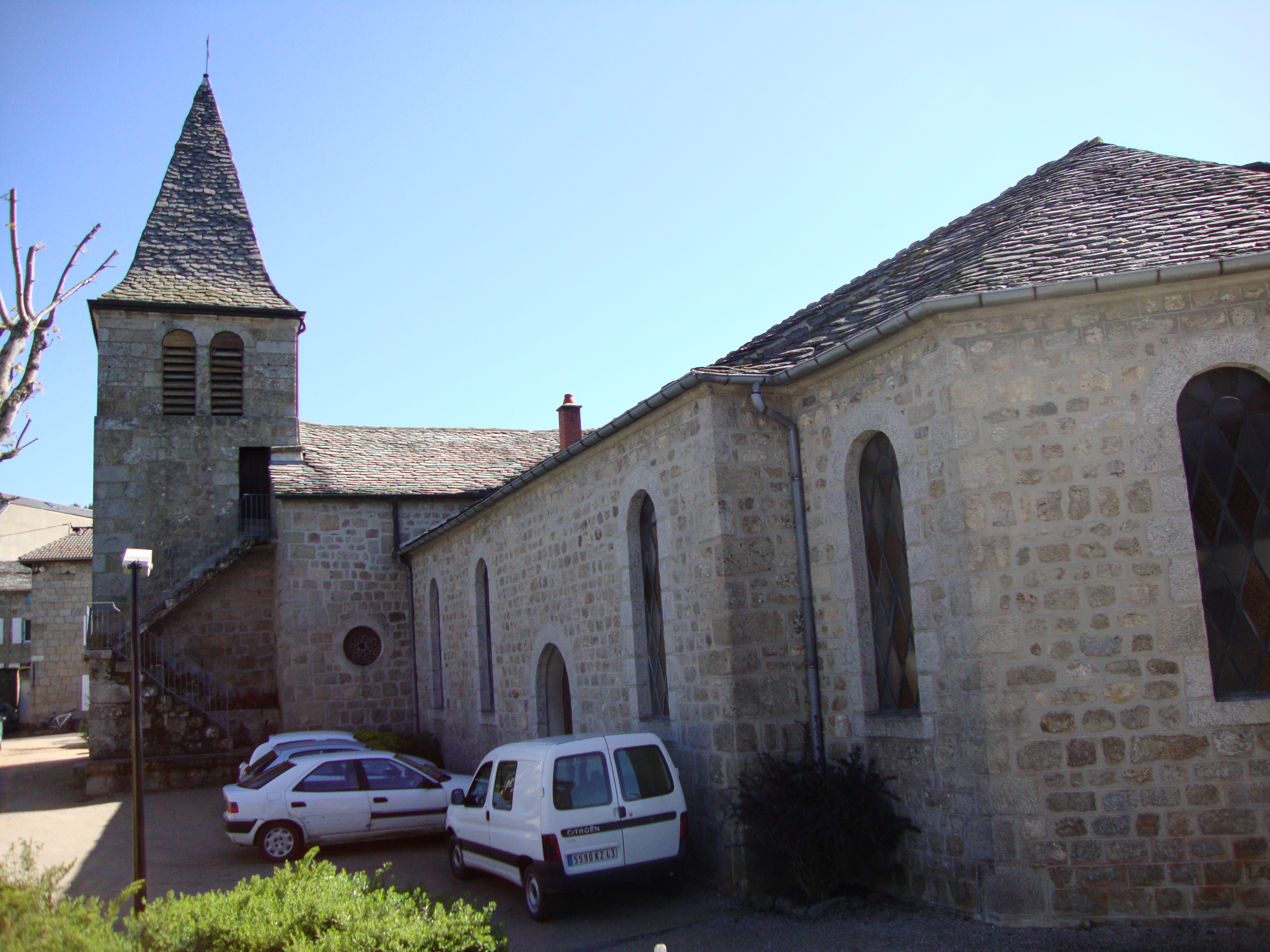
L'église.
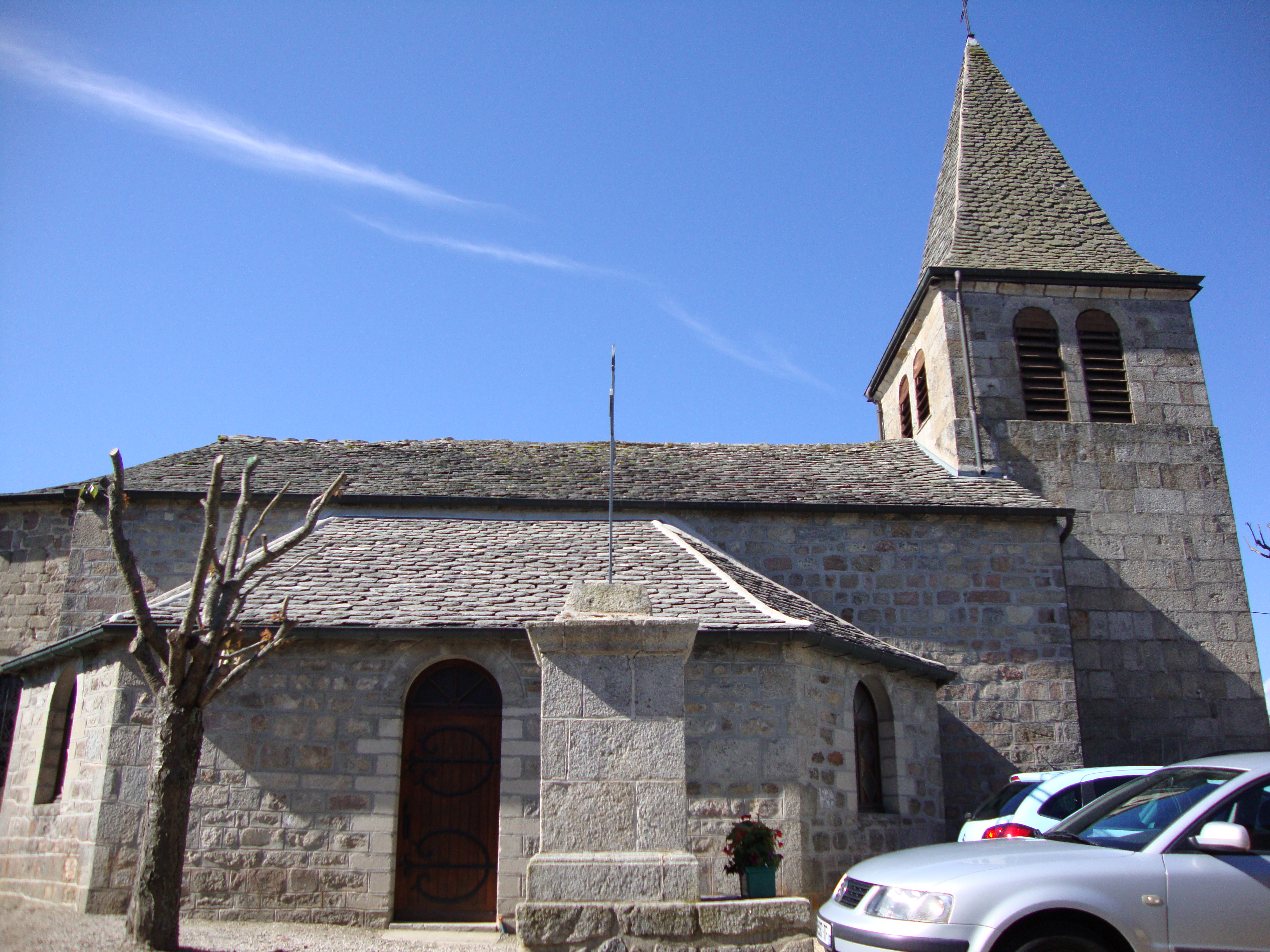
L'église.
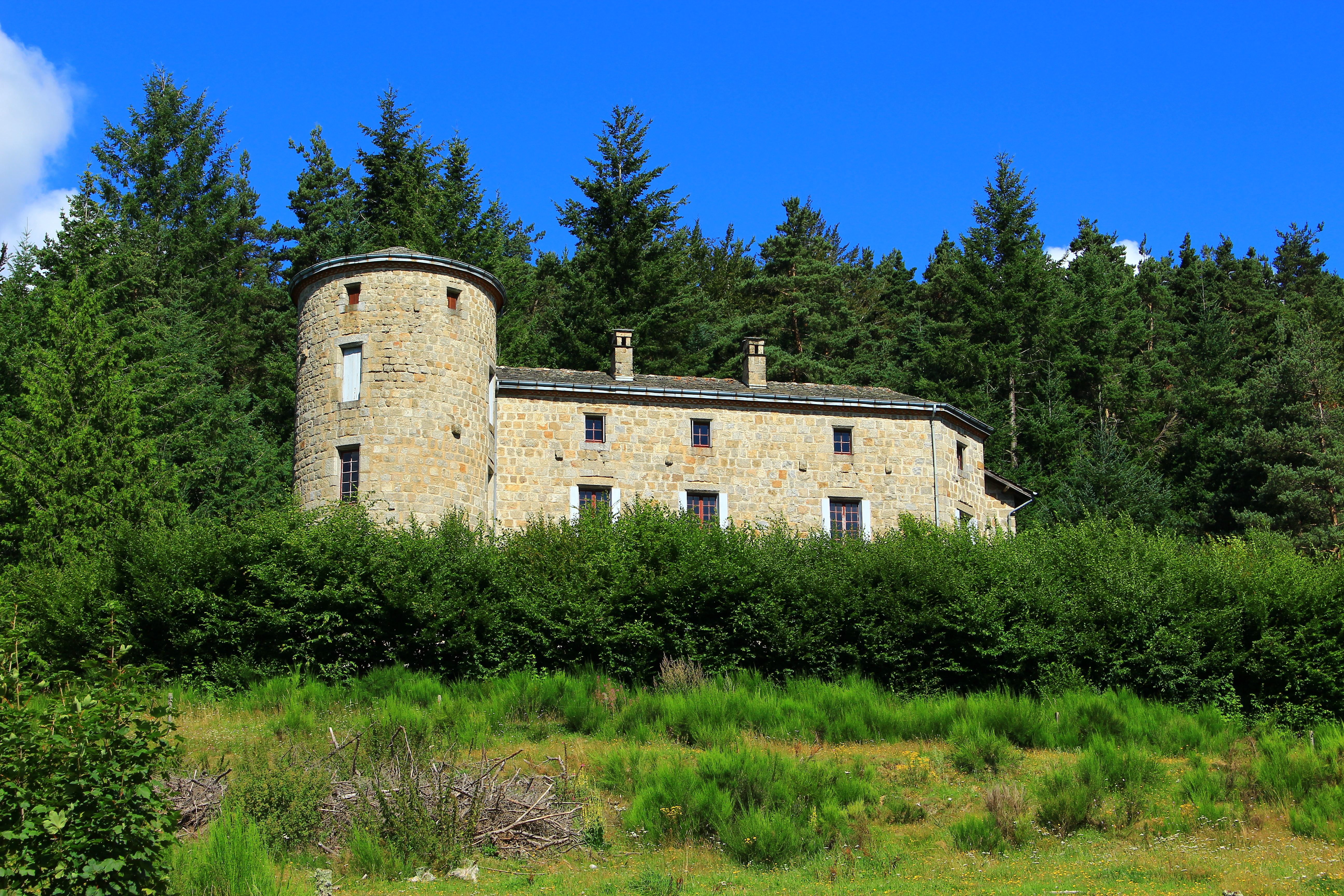
Le château du Pont-de-Mars.
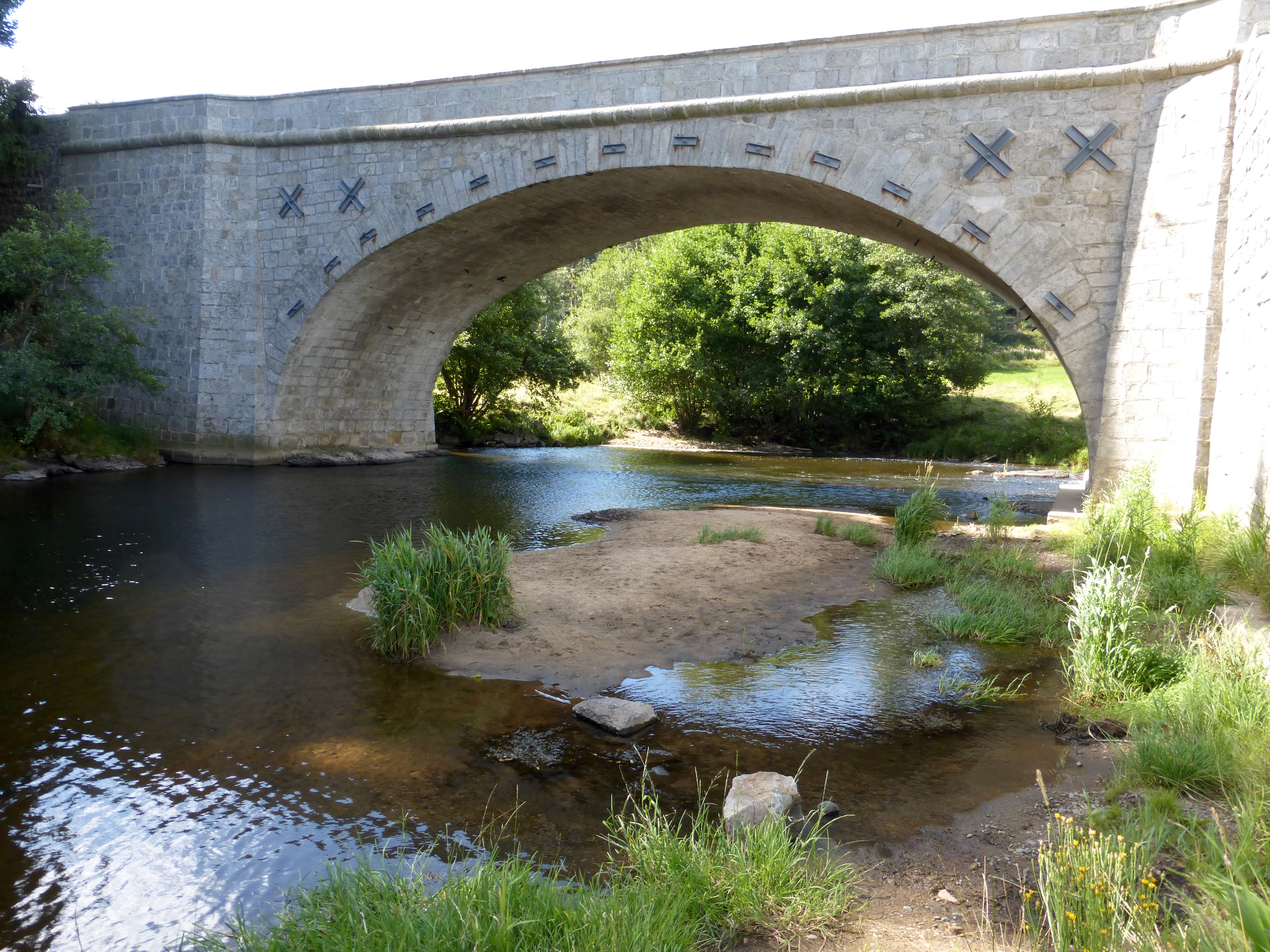
Le Pont-de-Mars, sur la rive du Chambon.
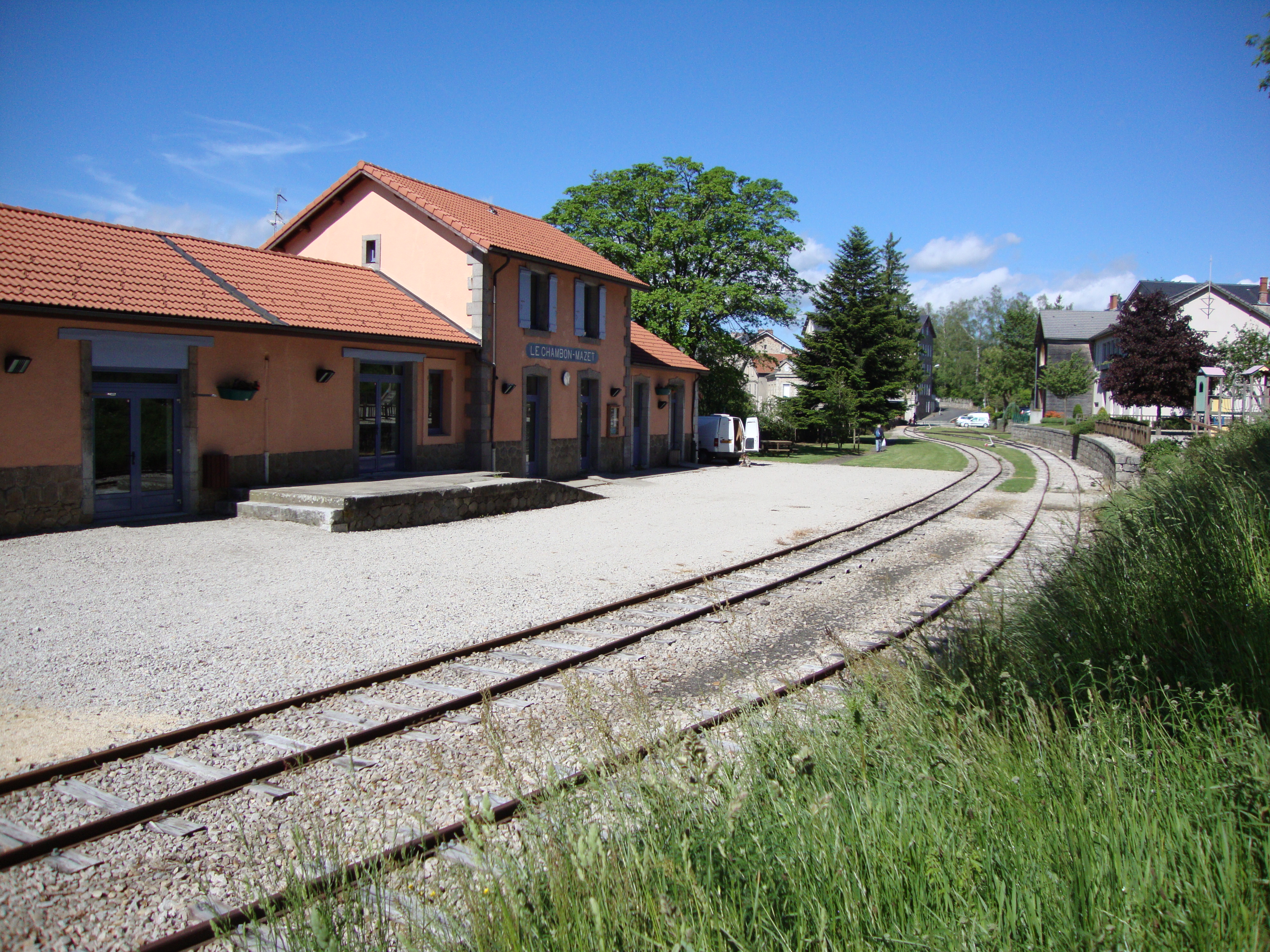
Gare touristique Le Chambon - Mazet.
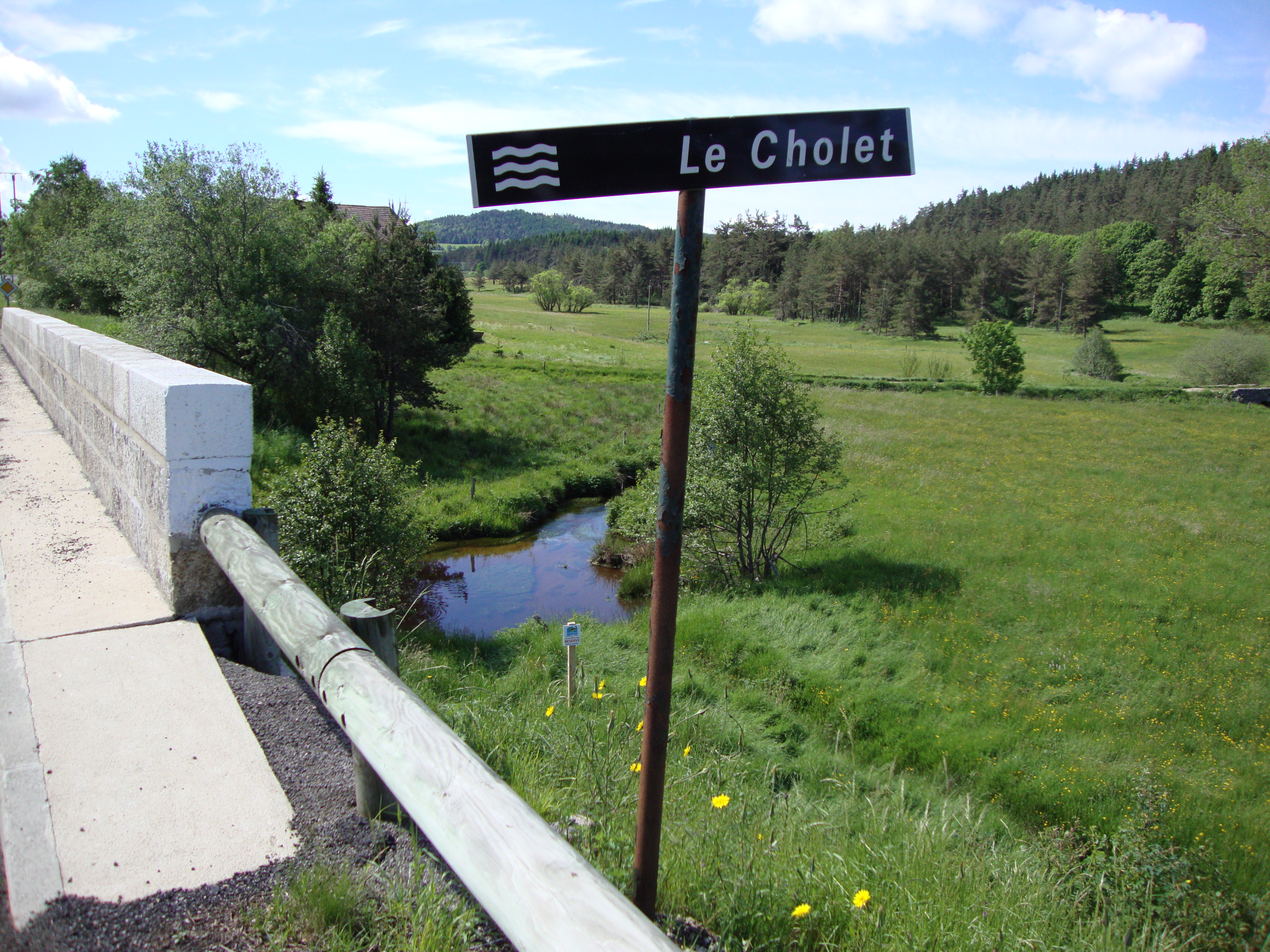
Le Cholet au hameau du Genest.
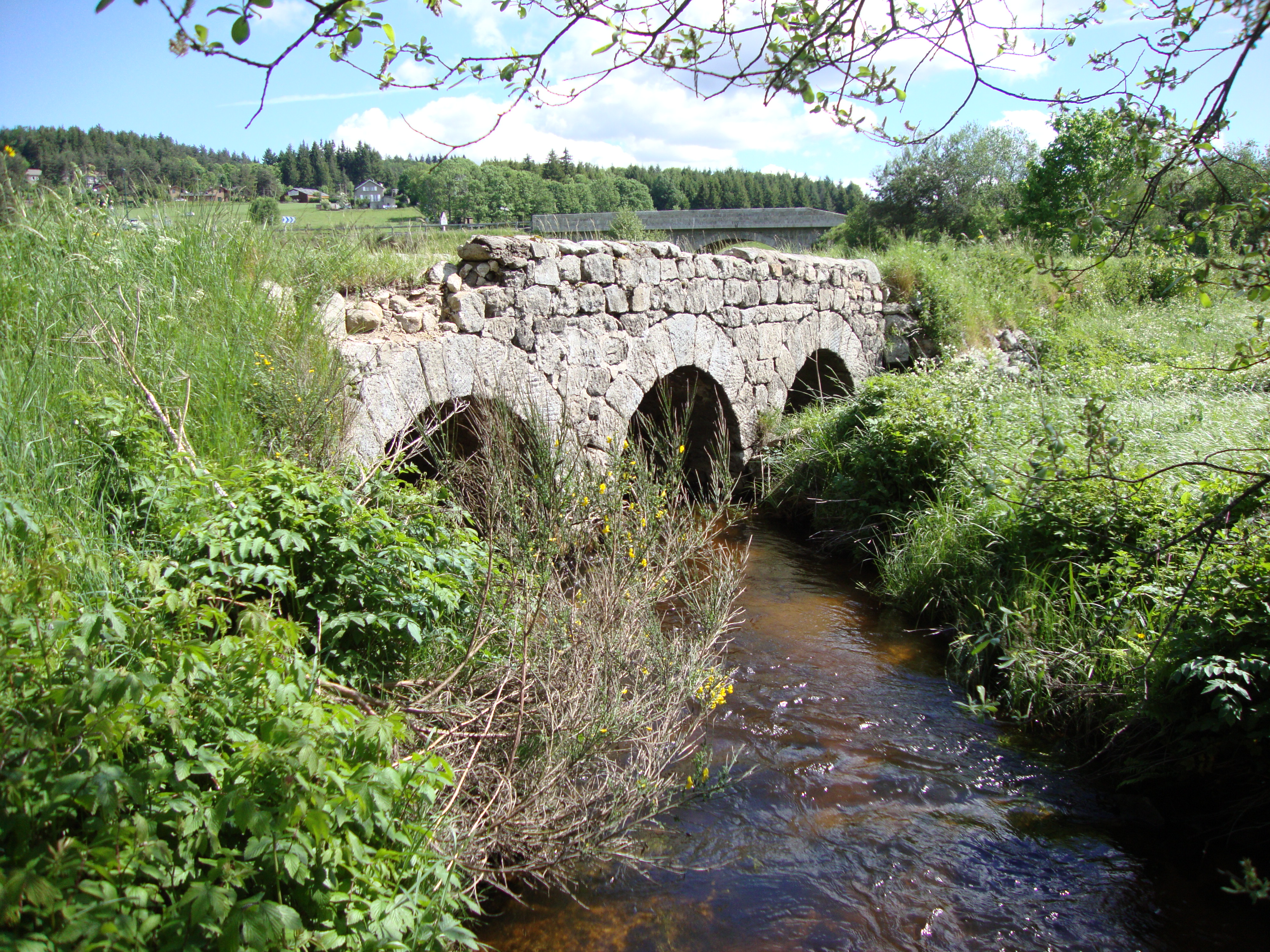
Pont du Cholet au hameau du Genest.
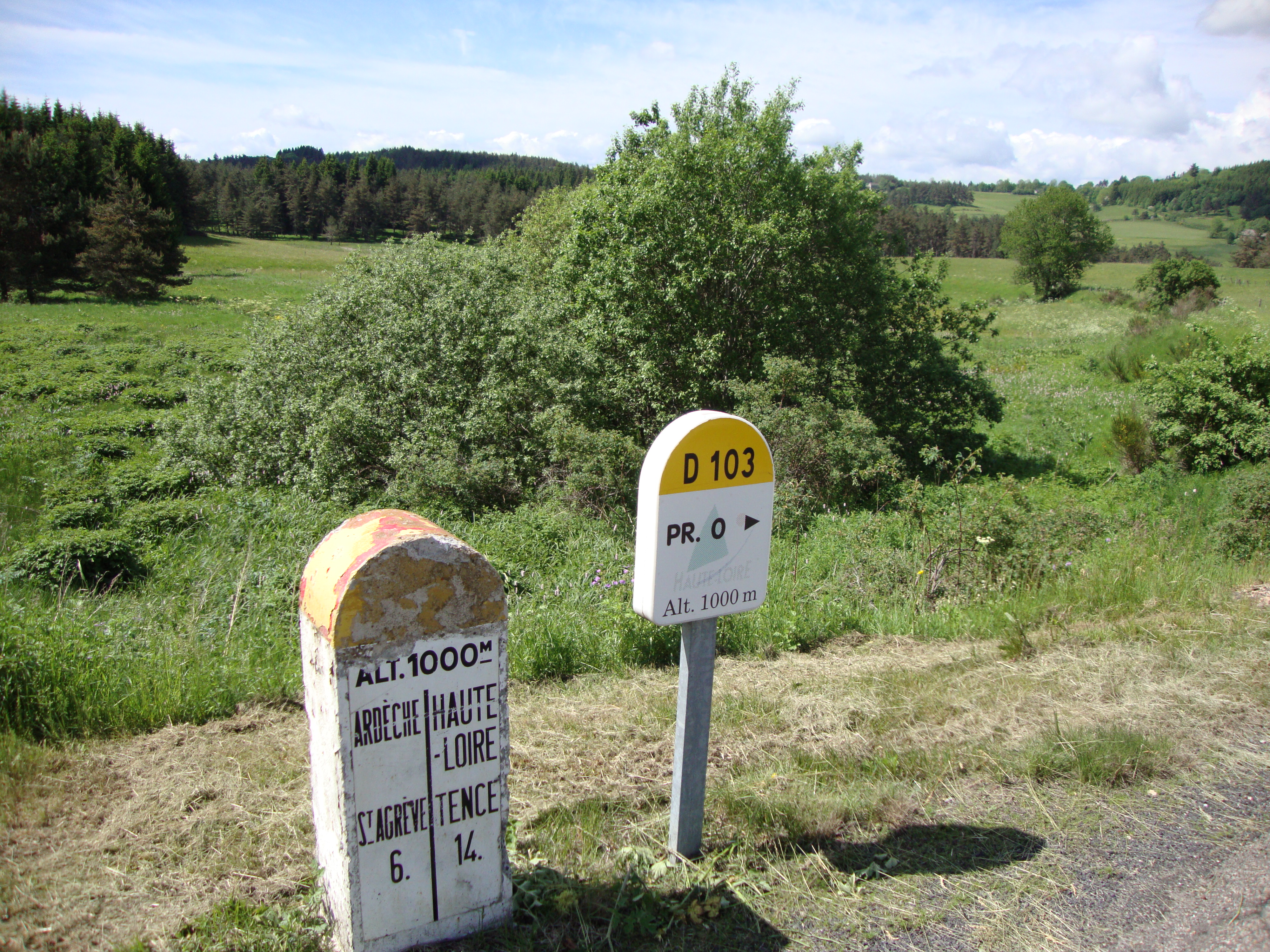
Borne limite de départements : Saint-Agrève (Ardèche) et Le Chambon-sur-Lignon (Haute-Loire).

### Culte
- Association Culturelle Église Réformée Évangélique.
- Assemblée Chrétienne Évangélique[62].
- Église Protestante Évangélique.

### Personnalités liées à la commune
- Étienne Adhéran (1799-1857) : pasteur protestant ;
- Louis Comte (1857-1926) : pasteur stéphanois, initiateur de L'Œuvre des Enfants à la Montagne ;
- Charles Guillon (1883-1965) : pasteur, Juste, maire du Chambon (1933-1959), président du conseil général de la Haute-Loire (1945-1948), secrétaire mondial à Genève des UCJG[63] ;
- Roger Darcissac (1898-1982) : directeur de l'établissement scolaire public au Chambon-sur-Lignon, Juste parmi les nations pour son action au Chambon-sur-Lignon pendant la Seconde Guerre mondiale ;
- Juliette Usach (1899-1984) : directrice de la Guespy et Juste ;
- Édouard Theis (1899-1984) : pasteur et Juste français ;
- Mireille Philip (1901-1991) : épouse d'André Philip, résistante, Juste parmi les nations ;
- Théodore de Félice (1904-2005) : pasteur, homme politique, juriste et linguiste, spécialiste du dialecte occitan parlé au nord-est de la Haute-Loire ;
- André Trocmé (1905-1971) : pasteur et Juste français ;
- Virginia Hall (1906-1982) : agent secret américain, organisatrice des parachutages au Chambon pendant la Seconde Guerre mondiale ;
- Albert Camus (1913-1960), écrivain et philosophe français, y séjourna durant la guerre ;
- Léo Sauvage (1913-1988) : journaliste français, auteur de L'Affaire Oswald (éditions de Minuit, 1965) ;
- Paul Ricœur (1913-2005) : philosophe français, enseigna trois ans au collège Cévenol du Chambon après 1945 ;
- Romain Gary (1914-1980) : via son roman Les Cerfs-volants ;
- August Bohny (1919-2016) : enseignant suisse, Juste parmi les nations pour son action au Chambon-sur-Lignon ;
- Raymond Veillith (1923-2009) : astronome amateur, directeur de la revue ufologique Lumières dans la nuit de 1958 à 1988 ;
- Henri Lindegaard (1925-1996), pasteur et artiste peintre, échappa à la rafle de 1943 à la maison des Roches et en témoigna[64] ;
- Alexandre Grothendieck (1928-2014) : mathématicien français ayant reçu la médaille Fields ;
- Erich Schwam (1930-2020) : bienfaiteur du Chambon, pharmacien dans la région lyonnaise, né à Vienne en Autriche et de confession juive, réfugié en 1943 avec ses parents dans le village, alors qu'il avait 12 ans. Dans son testament, Erich Schwam, lègue un[46] ou plusieurs millions d'euros à la commune[65],[66] ;
- Jacques Livchine (°1943) : comédien et metteur en scène ;
- Gérard Bollon (°1944), historien né au Chambon.
- Nathalie Somers (°1966), auteure jeunesse dont les parents sont nés au Chambon. Son roman Je me souviens encore, Rebecca... relate la résistance  du Chambon lors de la seconde guerre mondiale.
- Laurent Wauquiez (°1975) : homme politique français, fils d'Éliane Wauquiez-Motte qui fut maire du Chambon[67] de 2008 à 2020 ;
- Timothée Chalamet (°1995), acteur franco-américain nommé aux Oscars en 2018, y a passé plusieurs étés dans la maison de son grand-père Roger Chalamet, ancien pasteur du Chambon[68],[69],[70].

### Héraldique
|  | La commune du Chambon-sur-Lignon porte : - « De gueules à un cerf contourné d'or, ramé d'azur, accompagné en pointe de deux palmes d'argent les tiges passées en sautoir, au chef cousu d'azur chargé de trois croissants aussi d'argent » |

### Filmographie
- 1989 : Les Armes de l'esprit de Pierre Sauvage
- 2010 : Héros de l'ombre de Lionel Chetwynd
- 2022 : Documentaire FR3 "Le Chambon-sur-Lignon. Un legs pour l'histoire", Réalisé par Jérôme Lévy. Première diffusion : 23 mai 2022 ; rediffusé le 15 janvier 2024.
- 2023-2024 : Série documentaire sur "Une autre histoire du Chambon-sur-Lignon 1942" de Christian Maillebouis